# Orthocentrus castellanus
Orthocentrus castellanus är en stekelart som beskrevs av Ceballos 1963. Orthocentrus castellanus ingår i släktet Orthocentrus och familjen brokparasitsteklar. Inga underarter finns listade i Catalogue of Life.